# Cypridinelliformoidea
De Cypridinelliformoidea zijn een infraorde van uitgestorven kreeftachtigen uit de klasse van de Ostracoda (mosselkreeftjes).

## Familie
- Cypridinelliformidae Kornicker & Sohn, 2000 †